# Vieux logis

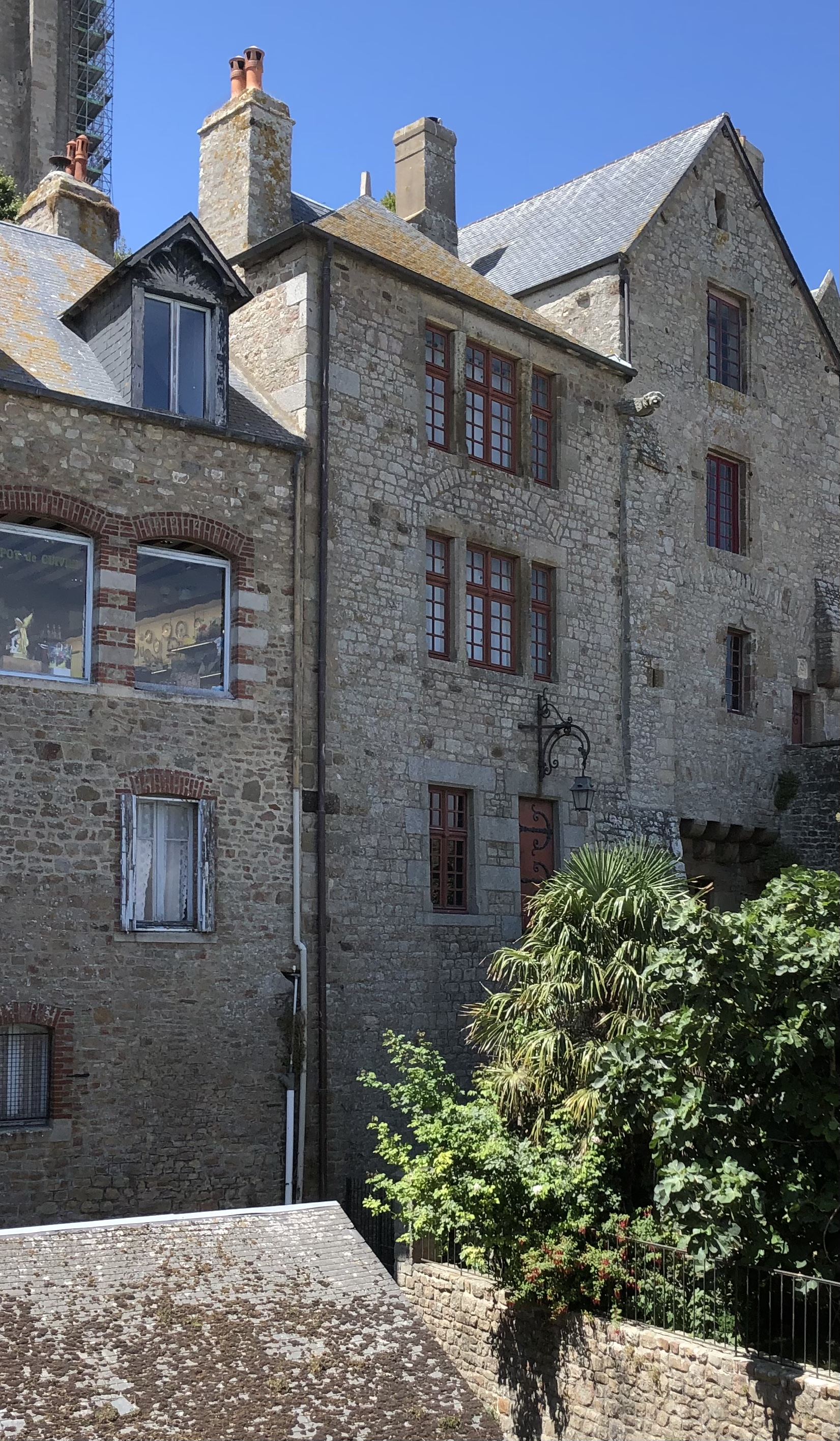
Ostfassade des Vieux logis, 2022

Das Vieux logis (französisch für Altes Haus) ist ein denkmalgeschütztes Gebäude in der Gemeinde Le Mont-Saint-Michel in Frankreich.
Das Haus befindet sich im östlichen Teil der Insel Mont Saint-Michel, auf der Ostseite der Hauptstraße Grand Rue. Unmittelbar südlich grenzt das Gebäude Maison du Pot de Cuivre an.
Es wurde auf der historischen Stadtmauer des Orts errichtet. Es wurde im 14. Jahrhundert errichtet und gilt gemeinsam mit dem Logis Tiphaine als ältestes Gebäude des Orts. Am 6. September 1928 wurde das Haus als Monument Historique registriert, wobei sich der Schutz auf die Fassaden und Dächer bezieht. Eine Erweiterung erfolgte am 21. Februar 1935. Das Haus wird in der Liste der Monuments historiques in Le Mont-Saint-Michel unter der Nummer PA00110485 mit dem Status Classé geführt. Das Gebäude befindet sich in Privateigentum.